# 四切政策
四切政策或四切战略，是缅甸军方的一项军事原则，即对被认为与叛乱组织有联系的平民实施暴力連坐惩罚。该战略起源于20世纪60年代的缅甸内战，当时缅甸军方在克伦邦与缅甸共产党和克伦民族联盟交战。此后，该战略被多次部署在包括若开邦的冲突中。
该战略的名称指的是“切断”叛乱分子的四种补给：粮食、资金、信息和人员招募。